# Gadchinti, Kushtagi
Gadchinti là một làng thuộc tehsil Kushtagi, huyện Koppal, bang Karnataka, Ấn Độ.